# Angerville-Bailleul
Angerville-Bailleul település Franciaországban, Seine-Maritime megyében. Lakosainak száma 184 fő (2022. január 1.). Angerville-Bailleul Annouville-Vilmesnil, Bénarville, Daubeuf-Serville, Gonfreville-Caillot, Grainville-Ymauville és Saint-Maclou-la-Brière községekkel határos.

## Népesség
A település népességének változása:
| Lakosok száma | 204  | 195  | 191  | 188  | 185  | 186  | 183  | 184  |
|               | 2013 | 2015 | 2017 | 2018 | 2019 | 2020 | 2021 | 2022 |